# أسل جناحي
أسل جناحي (الاسم العلمي: Juncus alatus) نوع نباتي يتبع جنس الأسل وينتمي إلى الفصيلة الأسلية.